# Trattato di mutua assistenza sovietico-lituano
Il trattato di mutua assistenza sovietico-lituano (in russo Пакт о взаимопомощи между СССР и литовский Республикой?, Pakt o vzaimopomoshchi mezhdu SSSR i Litovskim Respublikoy; in lituano Lietuvos-Sovietų Sąjungos savitarpio pagalbos sutartis) fu un accordo bilaterale siglato a il 10 ottobre 1939. Secondo le disposizioni delineate nel trattato, la Lituania avrebbe acquisito circa 1/5 della regione di Vilnius, compresa la capitale storica della Lituania, Vilnius, consentendo in cambio di stabilire cinque basi militari sovietiche occupate da 20.000 truppe in tutta la Lituania.
Nella sostanza, il trattato con la Lituania era molto simile ai trattati che l'Unione Sovietica firmò con l'Estonia il 28 settembre e con la Lettonia il 5 ottobre. Secondo fonti ufficiali sovietiche, l'Armata Rossa stava rafforzando le deboli difese della nazione contro possibili attacchi della Germania nazista. Il trattato asseriva che la sovranità della Lituania non sarebbe stata intaccata. Ciononostante, il trattato aprì le porte alla prima occupazione sovietica della Lituania ed è stato descritto dal The New York Times come un «sacrificio per preservare un'indipendenza virtuale».

## Contesto storico

### Trattati prebellici

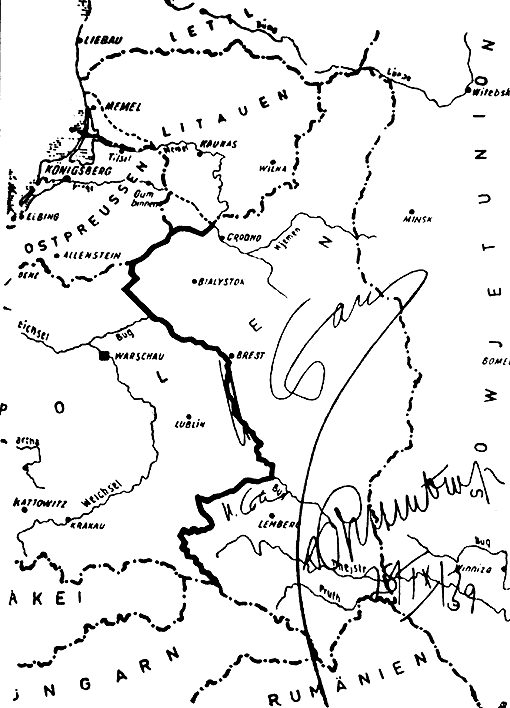
Mappa allegata al trattato tedesco-sovietico di delimitazione e di amicizia che divideva l'Europa orientale in sfere di influenza sovietica e tedesca

La Lituania dichiarò l'indipendenza dall'Impero russo il 16 febbraio 1918. Il 12 giugno 1920, a seguito della guerra lituano-sovietica, fu firmato un trattato di pace a Mosca. L'Unione Sovietica riconosceva l'indipendenza della Lituania e le sue pretese sulla regione di Vilnius. La regione fu fortemente contesa con la Polonia e cadde sotto il suo controllo dopo l'ammutinamento di Żeligowski nell'ottobre 1920. Divenne in seguito parte dello stato fantoccio noto come Repubblica della Lituania Centrale, un'entità politica di breve durata non riconosciuta da alcun membro della comunità internazionale. La regione fu ceduta alla Polonia nel 1922 a seguito della pace di Riga siglata dopo la guerra polacco-sovietica e tale decisione fu confermata dalla Società delle Nazioni. I lituani si rifiutarono di riconoscere il controllo polacco e continuarono a rivendicare diritti di legittimità basati anche sulla storia passata sulla regione per tutto il periodo interbellico. L'Unione Sovietica continuò a supportare le rivendicazioni lituane contro la nazione polacca. I sovietici appoggiarono pure le mire lituane sul territorio di Memel dopo la rivolta di Klaipėda e firmarono un patto di non aggressione nel 1926, successivamente prorogato fino al 1944.
Il 23 agosto 1939, l'Unione Sovietica e la Germania nazista firmarono il patto Molotov-Ribbentrop nel quale si divideva l'Europa orientale in sfere di influenza. Secondo i protocolli segreti del patto, la Lituania veniva assegnata ai teutonici, mentre la Lettonia e l'Estonia, gli altri due stati baltici, furono assegnate ai sovietici. Questo diverso trattamento potrebbe essere spiegato dalla dipendenza economica della Lituania in favore della Germania. Alla fine del 1939, quest'ultima rappresentava il 75% delle esportazioni lituane e l'86% delle sue importazioni. Nello stesso anno, arrivò l'ultimatum attraverso cui la Lituania perse il suo unico porto in favore della Germania. Va ricordato che la Lituania e la Russia non condividevano confini di stato.

### Seconda guerra mondiale
Il 1º settembre 1939, la Germania invase la Polonia. La Wehrmacht spinse le forze polacche dietro la linea concordata con i sovietici. I tedeschi presero il controllo del Voivodato di Lublino e del Voivodato di Varsavia orientale. Quando il 17 settembre l'Armata Rossa invase la Polonia, le truppe sovietiche presero il controllo della regione di Vilnius (amministrativamente nota sotto la gestione polacca come Voivodato di Wilno), riconosciuta da Mosca in base ai termini dei trattati del 1920 e del 1926 come parte della Lituania. Sovietici e tedeschi decisero di rinegoziare i protocolli segreti del patto Molotov-Ribbentrop. Il 28 settembre 1939, fu firmato il trattato di delimitazione e di amicizia. Un suo protocollo segreto prevedeva che, per compensare l'Unione Sovietica dei territori polacchi occupati dalla Germania, la Germania avrebbe dovuto cedere la Lituania, ad eccezione di una piccola porzione della Sudovia, alla sfera di influenza sovietica. Lo scambio di territori fu motivato anche dal controllo sovietico di Vilnius: era infatti possibile, data la situazione, esercitare un'influenza significativa sul governo lituano, il quale sosteneva Vilnius fosse la sua capitale de iure (la capitale provvisoria era stata posta a Kaunas). Nei documenti segreti, si legge che sia l'Unione Sovietica che la Germania hanno esplicitamente riconosciuto come legittime le pretese lituane su Vilnius.

## Negoziati

### Proposte iniziali
Il 29 settembre, il giorno successivo alla firma del trattato di confine e di amicizia, la Germania annullò i colloqui programmati con la Lituania e l'Unione Sovietica informò lo stato baltico che desiderava avviare negoziati sulle future relazioni tra le due nazioni. I nuovi contatti avrebbero dovuto risolvere una volta per tutte lo status della regione di Vilnius. Il ministro degli Esteri lituano Juozas Urbšys giunse a Mosca il 3 ottobre. Durante l'incontro, Iosif Stalin informò personalmente Urbšys dei protocolli segreti sovietico-tedeschi e mostrò la mappa delle sfere di influenza. Egli richiese inoltre la firma lituana di tre trattati separati, secondo i quali:
- Sarebbero state costruite basi militari le quali avrebbero potuto ospitare un massimo di 50.000 soldati sovietici in Lituania (il patto di mutua assistenza originale);
- Il territorio lituano a ovest del fiume Šešupė sarebbe stato ceduto alla Germania nazista (ai sensi del trattato di delimitazione e di amicizia);
- Una porzione della regione di Vilnius sarebbe stata assegnata alla Lituania.

Urbšys si oppose alla decisione di costruire basi sovietiche, conscio del fatto che questo fatto avrebbe comportato una virtuale occupazione della Lituania. I sovietici sostenevano, dal canto loro, l'intenzione di insediare propri soldati per proteggere meglio la Lituania da possibili attacchi della Germania nazista e che un trattato simile era già stato firmato con l'Estonia. Urbšys replicò affermando che la neutralità della Lituania era sufficiente a garantirne la sicurezza e propose di fornire gli strumenti necessari per rafforzare l'esercito lituano. Stando a quanto riportato dal generale di brigata lituano Musteikis, Urbšys a quel punto rifiutò di vedersi riassegnata la regione di Vilnius e tollerare i contingenti russi. Stalin, innervositosi, replicò: "Non importa se accetterete di riprendere Vilnius o meno, i nostri soldati faranno comunque il loro ingresso in Lituania". Il leader sovietico accettò di ridurre il numero di truppe a 35.000. Visto l'andazzo dei colloqui, il delegato lituano decise di battersi per ottenere per altri territori nella regione di Vilnius, in particolare nelle vicinanze di Druskininkai e Švenčionys, abitati soprattutto da comunità lituane. I sovietici risposero che il confine tracciato dal trattato di pace del 1920 era impreciso e che anche i bielorussi rivendicavano quella zona geografica. Alla fine, si optò per assegnare ai lituani le aree in cui fosse stato possibile provare la maggioritaria presenza dei baltici. La richiesta più sorprendente fu quella di cedere parte del territorio lituano alla Germania. I lituani decisero di rinviare qualsiasi trattativa relativa al trasferimento del territorio in favore della Germania fino a quando i tedeschi non avessero espresso chiare richieste.

### Accettazione

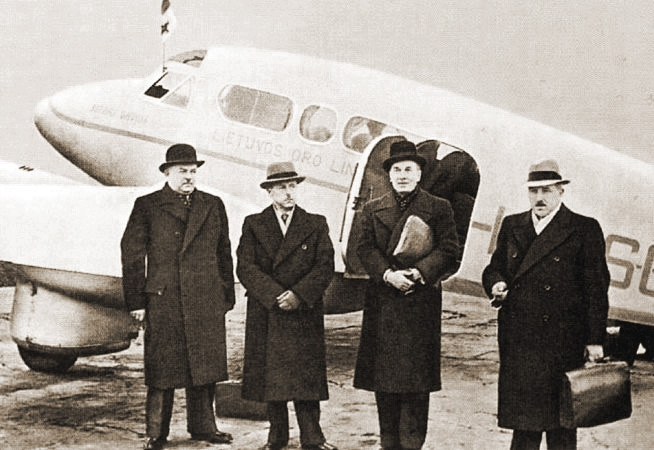
Delegazione lituana prima di partire per Mosca il 7 ottobre 1939. Urbšys è il terzo da sinistra

Urbšys tornò in Lituania per consultare il governo. Funzionari tedeschi confermarono che i protocolli segreti erano reali e avvisarono i lituani che il trasferimento del territorio in Sudovia non era da considerarsi una questione urgente. Tempo dopo, la Germania nazista vendette quel territorio all'Unione Sovietica per 7,5 milioni di dollari il 10 gennaio 1941 nell'accordo sul commercio e sulle frontiere firmato dalle due potenze. I lituani in linea di principio accettarono di firmare il trattato di mutua assistenza, ma furono incaricati di resistere il più possibile alla questione riguardante l'installazione di basi sovietiche. Come alternative furono proposte il raddoppio degli uomini a disposizione dell'esercito lituano, una maggiore informazione sulle missioni militari e la costruzione di fortificazioni sul confine occidentale con la Germania simile alla linea Maginot in Francia. Il 7 ottobre, la delegazione lituana, incluso il generale Stasys Raštikis e il vice primo ministro Kazys Bizauskas, volò nuovamente verso Mosca. Stalin rifiutò le alternative proposte, ma accettò di ridurre il numero di truppe sovietiche a 20.000 - circa le dimensioni dell'intero esercito lituano. I sovietici volevano firmare il trattato subito per commemorare il diciannovesimo anniversario dell'ammutinamento di Żeligowski e la perdita lituana di Vilnius. Le manifestazioni politiche, organizzate a Vilnius per chiedere l'incorporazione della città nella Repubblica Socialista Sovietica Bielorussa, esercitarono ulteriore pressione sui lituani e fecero avvertire un senso di urgenza. Urbšys si rifiutò di firmare e i colloqui cessarono una seconda volta.
In Lituania, il presidente Antanas Smetona dubitava che valesse la pena guadagnare Vilnius a un prezzo del genere e volle informarsi sulla possibilità di interrompere le trattative. Bizauskas sosteneva che il rifiuto del trattato non avrebbe impedito all'Unione Sovietica di attuare il suo piano. L'Unione Sovietica aveva già minacciato l'Estonia con la forza nel caso in cui avesse rifiutato di sottoscrivere il trattato di mutua assistenza e stava radunando uomini a est della regione di Vilnius a est e a nord in Lettonia. In una siffatta situazione, il governo decise di chiedere quanti più chilometri quadrati possibile. Tuttavia, quando la delegazione ripartì per Mosca, scoprì che l'atmosfera era cambiata. I sovietici furono inflessibili, rifiutarono di aprire ulteriori negoziati e intimidirono la delegazione a firmare il trattato. Presentarono una nuova bozza: in essa erano contenuti e il patto di mutua assistenza e il trasferimento di Vilnius in un unico accordo. La delegazione lituana non ebbe altra scelta se non firmare il trattato proposto. Dopo averlo firmato, Stalin invitò la delegazione lituana a celebrare e guardare un paio di pellicole con lui. Urbšys informò il governo lituano della firma del trattato solo la mattina dell'11 ottobre, quando era già stato pubblicato dall'agenzia di stampa sovietica TASS.

## Contenuti

Circa 1/5 della regione di Vilnius (in arancione scuro) fu ceduta alla Lituania in cambio della concessione di quattro basi militari sovietiche (contrassegnate con delle stelle) ai sensi del trattato di mutua assistenza

### Articoli del trattato
Il trattato di mutua assistenza conteneva nove articoli:
- Art. I: trasferimento della regione di Vilnius e della città di Vilnius alla Lituania.
- Art. II: assistenza reciproca in caso di aggressione da parte di potenze straniere.
- Art. III: l'Unione Sovietica fornisce assistenza all'esercito lituano in termini di munizioni e equipaggiamento.
- Art. IV: l'Unione Sovietica riceve il diritto a stazionare le sue truppe in Lituania. Le posizioni di base saranno decise da un diverso trattato.
- Art. V: coordinamento degli attacchi in caso di aggressione da parte di potenze straniere.
- Art. VI: rinuncia a stipulare alleanze con altre fazioni.
- Art. VII: la sovranità non è intaccata da questo trattato.
- Art. VIII: gli articoli da II a VII sono validi per un periodo di 15 anni con una proroga automatica di altri 10 (il trasferimento di Vilnius è però permanente)
- Art. IX: data di entrata in vigore.

Il trattato indicava anche un'appendice segreta in cui si specificava che i sovietici potevano schierare un massimo 20.000 uomini in Lituania.

### Stazionamento delle truppe sovietiche
Il trattato non decise l'ubicazione esatta delle basi sovietiche: pertanto, la delegazione sovietica composta da 18 membri e guidata da Michail Kovalëv fu inviata in Lituania per discutere dei dettagli il 22 ottobre. I lituani cercarono di circoscrivere le basi sovietiche alla regione di Vilnius e alla Lituania meridionale, presentando Pabradė, Nemenčinė, Naujoji Vilnia e Alytus. L'idea era quella di evitare che si costituisse una struttura in Samogizia (nella Lituania occidentale), considerato lo scenario peggiore possibile. I lituani preferivano vi fossero meno basi ma di dimensione più grande, senza piste permanenti per i mezzi aerei. Inizialmente i sovietici avevano proposto di insediarsi a Vilnius, Kaunas, Alytus, Ukmergė e Šiauliai. L'accordo finale fu firmato il 28 ottobre, lo stesso giorno in cui l'esercito lituano raggiunse Vilnius. Il giorno prima, un altro accordo sancì il nuovo confine della Lituania orientale: la Lituania acquisiva 6.880 km² di territorio popolati da circa 430.000 abitanti. Si trattava di circa 1/5 della regione di Vilnius delimitata in favore della Lituania dal trattato di Mosca del 1920; la popolazione della Lituania raggiunse i 3,8 milioni, di cui il 70% viveva nelle città maggiori.
Secondo l'accordo finale, in Lituania sarebbero state stabilite quattro basi militari con 18.786 uomini provenienti dal 16º Corpo di fucilieri speciali, la 5ª divisione di fucilieri e la 2ª Brigata di carri armati leggeri. Le basi dovevano essere realizzate ad Alytus (fanteria, artiglieria e unità meccanizzate: 8.000 truppe totali), Prienai (unità di fanteria e artiglieria: 2.500), Gaižiūnai (unità meccanizzate e di carri armati: 3.500), e a Naujoji Vilnia (quartier generale, unità di fanteria e artiglieria: 4.500). Per fare un confronto, il 1º giugno 1940 l'esercito lituano disponeva di 22.265 soldati e 1.728 ufficiali. Mentre le basi aeree di Alytus e Gaižiūnai venivano ultimate, i velivoli sovietici rimasero parcheggiati a Kirtimai, un quartiere di Vilnius. La posizione finale delle basi lasciava intendere i sovietici fossero più intenzionati a circondare Kaunas, la capitale provvisoria, piuttosto che difendere il paese da un possibile attacco straniero.

## Conseguenze

### Reazione nazionale e internazionale
Il trattato fu presentato come prova del rispetto sovietico nei confronti delle piccole nazioni e della benevolenza di Stalin da parte della propaganda sovietica. I russi sottolinearono si trattasse della seconda volta che l'Unione Sovietica consegnava Vilnius alla Lituania, mentre la Società delle Nazioni non era stata in grado di mediare sulla disputa polacco-lituana. I sovietici si erano inoltre prodigati per garantire una protezione efficace agli alleati lituani e fornire una gradita alternativa all'aggressione nazista. Il governo polacco in esilio protestò pubblicamente contro il trattato, poiché non riconosceva la conquista russa e rivendicava la sovranità sui territori della Seconda Repubblica polacca. I lituani risposero che la regione faceva parte in maniera legittima della Lituania. I polacchi residenti nella regione di Vilnius si irretirono per il trasferimento e non appena l'esercito sovietico lasciò la capitale, scoppiarono rivolte anti-lituane in cui li si accusava di tradimento. Anche Francia e Gran Bretagna, tradizionali alleati della Polonia, condannarono il trattato. Gli attivisti bielorussi prodigatisi per eseguire una campagna di rivendicazione della regione di Vilnius nella RSS Bielorussa furono arrestati, deportati o giustiziati dalle autorità sovietiche. Il trasferimento compromise le loro aspettative di rendere la Bielorussia lo stato erede dell'antico Granducato di Lituania. Ci si aspettava che i rapporti con la Santa Sede migliorassero ora che Vilnius era di nuovo in mano ai lituani: a renderli meno stabili era stata la decisione di costituire la provincia ecclesiastica di Wilno con il concordato del 1925, riconoscendo dunque di fatto la sovranità dei biancorossi in quel momento.
I politici lituani tentarono di far apparire la riconquista di Vilnius come una grande vittoria diplomatica. L'Unione dei Nazionalisti Lituani, partito principale della Lituania dal colpo di stato del 1926, sfruttò le celebrazioni per la ripresa della città al fine di accrescerne il prestigio e la popolarità. Il governo sottolineò la propria competenza, mentre l'opposizione parlava di generosità sovietica. Quantunque i politici si prodigassero nell'elogiare pubblicamente l'Unione Sovietica parlando di "tradizionale amicizia sovietico-lituana", erano consapevoli nella propria intimità di aver messo a dura prova l'indipendenza del proprio paese. Tale contraddizione è più facilmente comprensibile se si pensa ad un popolare motto del tempo che recitava: "Vilnius-mūsų, Lietuva-rusų" (Vilnius è nostra, ma la Lituania è della Russia). Dopo la firma del trattato, la Lituania cessò di essere neutrale e non poté più eseguire autonomamente la sua politica estera. Per questo motivo, forse, la Lituania non sostenne la Finlandia quando scoppiò la guerra d'inverno, nata, come detto, a seguito del rifiuto da parte dei finnici di stipulare un trattato di mutua assistenza simile a quello proposto ai baltici. Nella politica internazionale, la Lituania divenne uno stato satellite sovietico.

### Nella regione di Vilnius

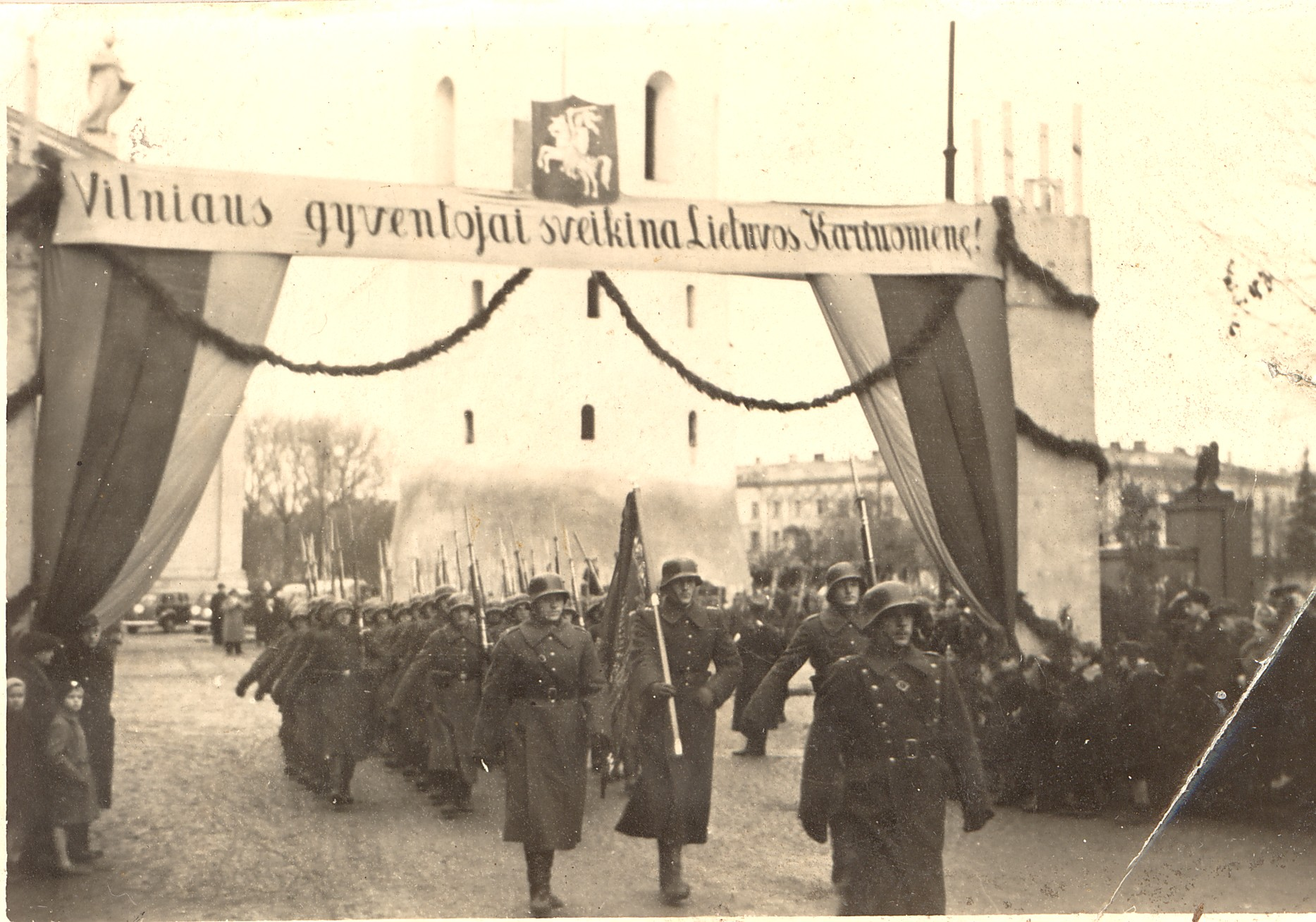
Le truppe lituane fanno il loro ingresso a Vilnius

Il 28 ottobre, l'esercito lituano entrò a Vilnius per la prima volta dal 1920. Prima di consegnare la città ai lituani, i sovietici sottrassero e trasportarono in Unione Sovietica molte apparecchiature preziose. Si trattava di attrezzature utilizzate da aziende pubbliche (incluse quelle utilizzate dalla compagnia elettrica Elektrit), da ospedali, pezzi veicoli e treni, reperti e testi conservati in musei e biblioteche. Dopo il ritiro delle truppe russe, i residenti polacchi, interpretando l'accordo come un tradimento della Polonia, protestarono contro il governo lituano. Tra il 30 ottobre e il 1º novembre, quando il prezzo del pane salì improvvisamente, gli scontri tra comunisti locali e polacchi si trasformarono in una rivolta contro la comunità ebraica. Molti negozi gestiti da ebrei furono saccheggiati e circa 35 persone furono ferite. I semiti accusarono la polizia lituana di non essere intervenuta e di aver simpatizzato per i rivoltosi polacchi. I soldati sovietici, senza essere autorizzati dal governo lituano, si prodigarono per reprimere le rivolte.
L'ex Voivodato di Wilno rappresentava una sfida economica per la Lituania: la disoccupazione dilagava, il cibo scarseggiava, gli oggetti di valore erano stati sottratti dall'esercito sovietico e i rifugiati di guerra si stavano radunando da altri territori in precedenza polacchi. L'esercito lituano fornì fino a 25.000 razioni giornaliere di zuppa calda e pane ai residenti di Vilnius. Il governo lituano sostituì lo złoty polacco con il litas lituano a un tasso favorevole, perdendo oltre 20 milioni di litas. Il governo lituano decise di attuare una riforma agraria simile a quella già attuata nel resto della nazione all'indomani della Grande Guerra, nei primi anni del decennio 1920-1930. Le grandi proprietà sarebbero state espropriate (in cambio di indennizzi ai proprietari) e distribuite ai contadini senza terra in cambio di rate per l'acquisto pagabili in 36 anni. I politici speravano che tale riforma avrebbe indebolito i grandi latifondisti filo-polacchi e avrebbero spinto i contadini a nutrire simpatie per lo stato lituano. Nel marzo 1940 si concessero 90 tenute e 23.000 ettari. I lituani avviarono un processo di "ri-lituanizzazione" della vita culturale nella regione di Vilnius. Chiusero i battenti numerose istituzioni culturali ed educative polacche, tra cui l'Università di Stefano Báthory frequentata da oltre 3.000 studenti. I lituani cercarono di reintrodurre la lingua lituana nella vita pubblica e promossero la creazione di organizzazioni e le attività culturali lituane.

### In Lituania
Il destino della regione di Vilnius causò attriti tra autorità politiche e militari in Lituania. Quando le prime truppe sovietiche giunsero in Lituania il 14 novembre, il governo, composto anche da quattro generali, si dimise. Un nuovo gabinetto civile, guidato dal controverso Primo Ministro Antanas Merkys, venne formato il 21 novembre. I lituani furono particolarmente attenti nel seguire alla lettera i contenuti del trattato, evitando così di fornire un pretesto a Mosca con cui accusarli di aver violato l'accordo. In un primo momento, poiché impegnati negli scontri con la Finlandia, i sovietici non interferirono con la politica interna della Lituania e i soldati sovietici si comportarono rispettando il trattato nelle loro basi. Il governo lituano iniziò a valutare le opzioni disponibili nel caso in cui in futuro vi sarebbe stata un'occupazione. Nonostante varie proposte, non si giunse a nessuna conclusione concreta. La Lituania non disponeva di mezzi necessari a contrastare l'influenza sovietica: le sue forze erano di gran lunga inferiori, la Germania si era alleata con la Russia, la Polonia era stata conquistata, la Francia e la Gran Bretagna avevano problemi ben più urgenti in Europa occidentale con la guerra che imperversava. Sottomessa la Finlandia, l'Unione Sovietica rivolse il suo sguardo ai Stati baltici.
Dopo mesi di intensa propaganda e pressioni diplomatiche, i sovietici emisero un ultimatum il 14 giugno 1940 - lo stesso giorno in cui l'attenzione del mondo si concentrava sulla caduta di Parigi. I sovietici accusarono la Lituania di aver violato il trattato sequestrando alcuni i soldati russi dalle basi militari e chiesero che si formasse un nuovo governo. Quest'ultimo doveva necessariamente rispettare il trattato di mutua assistenza e consentire un passaggio illimitato di soldati dell'Armata Rossa in Lituania. Poiché le truppe sovietiche si trovavano già sul suolo baltico, era impensabile allestire una resistenza militare. I sovietici, ottenuto il consenso della Lituania, assunsero il controllo delle istituzioni governative, installarono un nuovo governo filo-sovietico e annunciarono le elezioni per costituire i Seimas del popolo. La neonata Repubblica Socialista Sovietica Lituana "chiese" di unirsi all'Unione Sovietica e venne incorporata il 3 agosto 1940.